# Charles L. Bouton
Charles Leonard Bouton (St. Louis, 25 de abril de 1869-Cambridge, 20 de febrero de 1922) fue un matemático estadounidense.

## Biografía
Nació en St. Louis, Misuri, donde su padre era ingeniero. Estudió en las escuelas públicas de St. Louis. Posteriormente recibió una Maestría en Ciencias por la Universidad de Washington en St. Louis. En 1898 se doctoró en la Universidad de Leipzig. Su asesor doctoral fue Sophus Lie.
Enseñó en la Academia Smith, la Universidad de Washington y la Universidad de Harvard. De 1900 a 1902 fue editor del Boletín de la Sociedad Matemática Estadounidense.
Falleció en su casa de Cambridge, Massachusetts, el 20 de febrero de 1922.

## Publicaciones
En 1902 publicó una solución del juego Nim. Este resultado se considera hoy como el nacimiento de la teoría de juegos combinatorios.